# Дом Сафи-бека
Дом Сафи-бека — историко-архитектурный памятник XVIII века, расположенный в Шуше.

## Архитектурные особенности

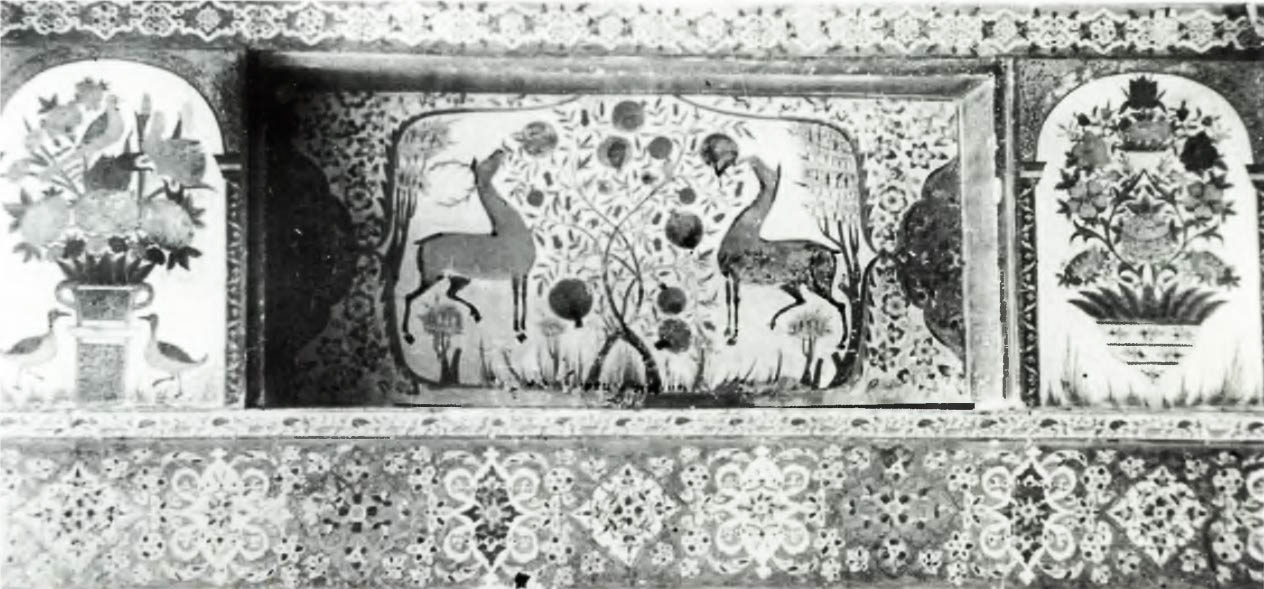
Настенная роспись в доме, выполненная Ганбаром Карабаги

Хотя двухэтажный дом Сафи-бея с подвалом по конструктивным особенностям напоминает шушинские дома, построенные в XVIII и XIX веках, он отличается от них размерами. В центре дома, имеющего вытянутую прямоугольную форму, расположена двухэтажная лоджия, окружённая по бокам ризалитами.
Помимо служебных помещений на первом этаже, в ризалитах расположены две жилые комнаты. В центре второго этажа расположена большая гостиная, соединённая с первым этажом каменной лестницей, встроенной в фасад, и две комнаты в примыкающих к ней ризалитах. Обе комнаты имеют прямой выход в центральный зал. Потолок зала и лоджии, а также поверхность вокруг дверей украшены со вкусом нарисованными фресками.
Точность планировочного решения отражена и в решении фасадов. Фасады, полностью отражающие расположение помещений в плане, разделены на три части. Простой декоративный элемент фасадов удачно дополняет лаконичное объемно-пространственное решение здания. Эти картины выполнены мастером декоративной росписи и орнамента Ганбаром Карабаги.